# American Woman Suffrage Association
American Woman Suffrage Association (AWSA), var en organisation för kvinnlig rösträtt i USA, aktiv mellan 1869 och 1890. 
AWSA bildades av en utbrytargrupp ur American Equal Rights Association då denna ville prioritera färgade mäns rösträtt framför kvinnors. 
En av dess tongivande medlemmar, Lucy Stone, utgav från 1870 organisationens eget organ, Woman's Journal.
År 1890 uppgick AWSA tillsammans med den rivaliserande organisationen National Woman Suffrage Association (även den grundad 1869), i den nya organisationen National American Woman Suffrage Association. 